# Leomil (Almeida)
Leomil é uma aldeia portuguesa do Município de Almeida que foi sede da extinta Freguesia de Leomil, freguesia que tinha 13,42 km² de área e 103 habitantes (2016), e, por isso, uma densidade populacional de 7 hab/km².
A Freguesia de Leomil era constituída por duas povoações, a sede da freguesia e Ansul.
Foi extinta em 2013, no âmbito de uma reforma administrativa nacional, tendo sido agregada às freguesias de Mido, Senouras e Aldeia Nova, para formar uma nova freguesia denominada União das Freguesias de Leomil, Mido, Senouras e Aldeia Nova com sede em Mido.

## História
Esta povoação surgiu no século IX resultante de uma doação do rei a um guerreiro chamado Leodmiro pelos seus feitos na luta contra os mouros.

### A Comenda de Leomil
A partir do século XIII passou a ser uma comenda pertencente à Ordem Militar Espanhola de Nossa Senhora de Roncesvalles, situada em Roncesvalles, na província de Navarra. Supõe-se que esta Comenda tenha surgido devido a uma doação de terras de algum nobre ou membro da realeza para agradecer a cura de um familiar no Hospital, situado no Mosteiro de Roncesvalles, pois neste local passavam não só muitos peregrinos, mas também membros da nobreza, que procuravam a cura para os seus males.
Esta ordem religiosa possuía várias comendas em toda a Península Ibérica, como Zamora, Villar, Sevilha, entre outras, mas a Comenda de Leomil era a única em território português e, apesar de ser a mais distante de Navarra, foi a que se manteve durante mais tempo (600 anos).
Em 1276, o prior de Roncesvalles redigiu o primeiro documento onde estabelecia os “foros” ou rendas que os camponeses deviam pagar à comenda pela ocupação das suas terras. Geralmente estas rendas eram pagas em géneros: galinhas, ovos, trigo, etc.

### Domínio Territorial da Comenda
À medida que a Ordem recebia doações no território português, o domínio da Comenda também aumentava, daí possuir terras desde os arredores da Comenda, passando por toda a Beira Alta, Minho (Guimarães), Trás-os-Montes (Vinhais) até chegar a Lisboa (duas casas) e Alto Alentejo.
Os sucessivos administradores da Comenda geriram, com grande sucesso, todas estas propriedades durante 6 séculos e, enquanto as outras comendas iam perdendo domínio, a Comenda de Leomil mantinha a sua expansão.
Nos limites da povoação, existem ainda diversos marcos e padrões com inscrições “RV” (Roncesvalles)

## Vestígios da Antiguidade de Leomil
Os traços da antiguidade de Leomil estão bem vincados na Fonte Romana, na igreja (1189) e nas sepulturas esculpidas na rocha. Outro vestígio arqueológico é o lagar de azeite e vinho de origem árabe o que prova que esta povoação foi habitada por vários povos, entre eles os romanos e os mouros. Hoje é uma aldeia pequena, com menos de 100 habitantes, devido à emigração, e a actividade principal é a agricultura.

## Património
- Em vias de classificação:
  - Igreja Matriz - século XII/XVII (Estilo Românico e Gótico)
- Edificado:
  - Fonte romana (Mergulho e Pia) - Medieval;
  - Marcos ou Padrões com inscrições do "Duque de Ronces Vales" - Medieval
- Religioso:
  - Capela da Nossa Senhora da Conceição em Ansul - século XVIII /XIX;
  - Cruzeiro - século XII (1140?);
- Arqueológico e Etnográfico:
  - Povoado romano e medieval do sítio dos Telhões;
  - Sepultura Antropomórfica cavada na rocha no sítio dos Telhões - Medieval;
  - Cabeceira de sepultura discóide no Largo da Igreja - Medieval;
  - Sepultura Antropomórfica cavada na rocha no Largo da Igreja - Medieval.

## População
★ 	No censo de 1864 figura no concelho de Sabugal. Passou para o actual concelho por decreto de 7 de dezembro de 1870
| Totais e grupos etários | Totais e grupos etários | Totais e grupos etários | Totais e grupos etários | Totais e grupos etários | Totais e grupos etários | Totais e grupos etários | Totais e grupos etários | Totais e grupos etários | Totais e grupos etários | Totais e grupos etários | Totais e grupos etários | Totais e grupos etários | Totais e grupos etários | Totais e grupos etários | Totais e grupos etários |
| ----------------------- | ----------------------- | ----------------------- | ----------------------- | ----------------------- | ----------------------- | ----------------------- | ----------------------- | ----------------------- | ----------------------- | ----------------------- | ----------------------- | ----------------------- | ----------------------- | ----------------------- | ----------------------- |
|                         | 1864                    | 1878                    | 1890                    | 1900                    | 1911                    | 1920                    | 1930                    | 1940                    | 1950                    | 1960                    | 1970                    | 1981                    | 1991                    | 2001                    | 2011                    |
|                         | 273                     | 340                     | 396                     | 434                     | 429                     | 407                     | 398                     | 438                     | 474                     | 475                     | 302                     | 255                     | 230                     | 134                     | 104                     |
| i)                      |                         |                         |                         |                         |                         |                         |                         |                         |                         |                         |                         |                         |                         | 8                       | 3                       |
| ii)                     |                         |                         |                         |                         |                         |                         |                         |                         |                         |                         |                         |                         |                         | 7                       | 5                       |
| iii)                    |                         |                         |                         |                         |                         |                         |                         |                         |                         |                         |                         |                         |                         | 58                      | 30                      |
| iv)                     |                         |                         |                         |                         |                         |                         |                         |                         |                         |                         |                         |                         |                         | 61                      | 66                      |

 i) 0 aos 14 anos; ii) 15 aos 24 anos; iii) 25 aos 64 anos; iv) 65 e mais anos
1. ↑  «www.cm-almeida.pt/tudosobrealmeida/freguesias/Paginas/default.aspx». www.cm-almeida.pt. Consultado em 14 de agosto de 2017. Arquivado do original em 15 de agosto de 2017
2. ↑  Diário da República, 1.ª Série, n.º 19, Lei n.º 11-A/2013 de 28 de janeiro (Reorganização administrativa do território das freguesias). Acedido a 2 de fevereiro de 2013.
3. ↑  Instituto Nacional de Estatística (Recenseamentos Gerais da População) - https://www.ine.pt/xportal/xmain?xpid=INE&xpgid=ine_publicacoes